# Axcil Jefferies
Axcil Jefferies (Slough, Engeland, 15 april 1994) is een Zimbabwaans autocoureur.

## Carrière
Jefferies begon zijn autosportcarrière op zesjarige leeftijd in het karting, waar hij tot 2008 actief was. In 2009 stapte hij op veertienjarige leeftijd over naar het formuleracing in de Formule BMW Pacific voor het team Eurasia Motorsport. Hij won hier twee races en werd derde in het kampioenschap. In 2010 begon hij het seizoen in de Formule BMW Pacific voor het team Motaworld Racing, maar verloor zijn zitje na twee raceweekenden door budgetproblemen.
Na voorafgaand in het seizoen in het kampioenschap getest te kebben, keerde Jefferies in 2012 terug in de autosport in de Formule 2 vanaf het derde raceweekend op de Nürburgring. Hij behaalde zijn beste resultaat op Spa-Francorchamps met een zevende positie, wat hem uiteindelijk de twaalfde plaats in het kampioenschap opleverde.
In 2013 reed Jefferies in de raceweekenden op het Mid-Ohio Sports Car Course en het Houston Street Circuit in de Indy Lights voor het team Bryan Herta Autosport. Met een zevende plaats in Mid-Ohio en een vijfde plaats in Houston eindigde hij als elfde in het kampioenschap.
In 2014 maakt Jefferies zijn debuut in de GP2 Series voor het team Trident Racing, na voorafgaand aan het seizoen ook voor dit team te hebben getest. Hij wordt de teamgenoot van Johnny Cecotto jr.